# Ning Li (physicienne)
Pour les articles homonymes, voir Ning Li.
Ning Li, née le 14 janvier 1943 et morte le 27 juillet 2021, est une scientifique américaine connue pour ses affirmations controversées sur les dispositifs antigravité. Elle a travaillé comme physicienne au Center for Space Plasma and Aeronomic Research, université de l'Alabama à Huntsville, dans les années 1990. En 1999, elle a quitté l'université pour fonder une société, AC Gravity, LLC, afin de poursuivre la recherche antigravité.

## Allégations sur l'antigravité
Dans une série d'articles co-écrits avec un collègue physicien universitaire Douglas Torr et publiés entre 1991 et 1993, elle a revendiqué un moyen pratique de produire des effets antigravité. Elle a affirmé qu'un effet antigravité pouvait être produit par la rotation des ions créant un champ gravitomagnétique perpendiculaire à leur axe de rotation. Dans sa théorie, si un grand nombre d'ions pouvaient être alignés (dans un condensat de Bose-Einstein), l'effet résultant serait un champ gravitomagnétique très puissant produisant une force répulsive forte. L'alignement peut être possible en piégeant les ions supraconducteurs dans une structure en treillis dans un disque supraconducteur à haute température. Li a affirmé que les résultats expérimentaux confirmaient ses théories,,. Son affirmation d'avoir des dispositifs antigravité fonctionnels a été citée par la presse populaire et dans les magazines scientifiques avec un certain enthousiasme à l'époque,. Cependant, en 1997, Li a publié un article décrivant une expérience qui montrait que l'effet était très faible, voire inexistant.
Li aurait quitté l'université de l'Alabama en 1999 pour fonder la société AC Gravity LLC. AC Gravity a reçu une subvention du DOD américain de 448 970 $ en 2001 pour poursuivre ses recherches antigravité. La période de subvention s'est terminée en 2002, mais aucun résultat de cette recherche n'a été rendu public. Bien qu'il n'existe aucune preuve que l'entreprise ait jamais effectué d'autres travaux, en 2020, AC Gravity reste répertorié comme une entreprise « existante ».

## Voir également
- Eugène Podkletnov